# Festa do Vaqueiro
A Festa do Vaqueiro é uma manifestação cultural, tradicional da cidade de Curaçá, e celebrado em todo interior do estado brasileiro da Bahia pelos vaqueiros. Ocorre anualmente no primeiro final de semana de julho, em homenagem ao vaqueiro, um dos principais símbolo da cidade. É um Patrimônio Cultural Imaterial do Estado da Bahia, tombado pelo Governo do Estado da Bahia, na data de 11 de janeiro de 2017, sob o projeto de Lei nº 13.691.

## História
A Festa do Vaqueiro da cidade de Curaçá teve seu início no ano de 1953, em comemoração aos 100 anos da cidade. Com a boa repercussão do evento entre os curaçaenses, a festividade passou a fazer parte do calendário cultural da cidade, com alteração da data para o dia 2 de julho, dia da Independência da Bahia. A princípio, o evento era custeado com recursos dos próprios moradores de Curaçá, onde ocorria o desfile dos vaqueiros pelas ruas da cidade, o Forró da Espora e a Corrida de Prado. No início dos anos de 1960, foi introduzida a Missa Campal na Igreja Matriz de Curaçá. O almoço dos vaqueiros ocorria na fazenda de Sindolfo Rosa e era preparado pelas companheiras dos vaqueiros, com mantimentos doados pelos moradores da cidade. O Forró da Espora acontecia no Salão Estrela do Norte com apresentação de cantores e aboiadores regionais e os vaqueiros tinham a entrada gratuita se estivessem vestidos com o tradicional chapéu e peitoral de couro.
Na década de 1970, o evento passou a sofrer interferências políticas, que alteraram a data da festividade para o primeiro final de semana de julho. A prefeitura e a Associação dos Vaqueiros passam a organizar e manter o evento. O almoço dos vaqueiros e o Forró da Espora passaram a ser realizados no prédio da Associação dos Vaqueiros e passaram a convidar cantores com fama nacional. E a festividade passou a ter discursos políticos, homenagens à autoridades e presença da mídia.
Na década de 1980, os vaqueiros, independentes dos grupos políticos, passaram a se concentrar para o tradicional almoço dos vaqueiros na Fazenda Saudade, com disputas de aboios e apresentação de aboiadores regionais.
No ano 2000, por divergências políticas, a cidade de Curaçá passou a ter duas Festas dos Vaqueiros. A prefeitura realizava uma festa no dia oficial, no primeiro final de semana de julho e a Associação dos Vaqueiros realizava outra festa no último final de semana de junho. Em 2013, a Festa do Vaqueiro volta a ocorrer somente na data oficial, com a prefeitura organizando o Forró no Pátio de Eventos com cobrança de ingresso e apresentação de grandes bandas nacionais e a Associação dos Vaqueiros sendo responsável pela organização do almoço na Fazenda Saudade, do desfile e da Missa dos Vaqueiros.

## Festividades
No primeiro dia, na parte da manhã, os vaqueiros, usando as vestimentas tradicionais de couro, que são o chapéu, gibão, guarda-peito, luva, perneira e bota, se concentram na Fazenda Saudade e são recebidos com um café da manhã. Há apresentações de aboiadores, o concurso de aboios, homenagens e um almoço. Às 15 horas, inicia o desfile de chegada dos vaqueiros, com partida na Fazenda Saudade e segue para o centro da cidade de Curaçá. Os vaqueiros seguem em fila dupla, carregando bandeiras e montados em cavalos. O percurso possui quatro quilômetros de distância e leva em torno de duas horas para ser percorrida. À noite, acontece o Forró da Espora.
No segundo dia, o evento inicia com a Missa dos Vaqueiros pela manhã. Após a missa, ocorre o desfile de saída dos vaqueiros pelas ruas da cidade.